# Henri Lachambre
Henri Lachambre (30. december 1846 – 12. juni 1904 i Vagney) var en fransk producent af balloner. Hans fabrik lå i Paris-forstaden Vaugirard. Han deltog også selv i over 500 ballonopstigninger.
Lachambre leverede balloner til både det amerikanske US Signal Corps og til den mislykkede Andrées ballonfærd (S.A. Andrée-ekspeditionen) i 1897. Han arbejdede sammen med den brasilianske ballon-pioner Alberto Santos-Dumont som i 1897 fløj i sin egenkonstruerede ballon. 
Sammen med sin nevø Alexis Machuron Lachambre skrev Henri Lachambre en bog om Andrées ekspeditionen (Au pôle nord en ballon (Imprimerie Nilsson, 1897) som blev oversat til en række sprog.